# Samostan Vitovnica
Manastir Vitovnica (srbsko: Манастир Витовница), je samostan Srbske pravoslavne cerkve, ki se nahaja v vzhodni Srbiji na bregu istoimenske reke. Samostan je posvečen Zaspanju Bogorodice (Vnebovzetju). 

## Ustanovitev
Samostan je zgradil srbski kralj Stefan Milutin Nemanjić po zmagi nad bolgarskimi uporniki leta 1291, ki so se bili utrdili nedaleč stran od Vitovnice. 
Svojo zmago nad uporniki je sv. Milutin potrdil z izgradnjo svoje zapuščine, samostana Vitovnice. 
Mihailo Riznić je v Starinarju Srbskega arheološkega društva, ki je bil izdan leta 1888, napisal: »Kralj Milutin je zgradil ta samostan po bitki s Tatari leta 1291. Milutin je zbral močno vojsko in močno potolkel Tatare, da je reka Vitovnica tekla krvava.«

## Zgodovina
Samostan se pogostokrat omenja v 16. st., tako v srbskih kot v turških virih. 
Po turškem popisu iz leta 1537 so v samostanu živeli trije menihi. Samostan je plačal velik davek, kar pomeni, da je verjetno tudi naprej dobro posloval.
Iz 17. st. se je ohranil znan Vitovniški evangelij. 
V sredini 19. st. je po zaslugi vitovniških predstojnikov samostana prišlo do velikega vzpona svetišča. Cerkev je bila ponovno poslikana s freskami leta 1851. Pozidali so tri spalnice in zvonik. Štejejo, da so okoli leta 1865 obnovili ves samostanski kompleks. Samostan je bil tako napredoval, da je na lastne stroške leta 1861 zgradil osnovno šolo v vasi Vitovnica. 
Napredek Vitovnice so zaustavile zgodovinske okoliščine v prvi polovici 20. st.
V prvi svetovni vojni je bil Petrovac del okupirane bolgarske cone. Bolgari so leta 1915 odpeljali v taborišče vitovniškega predstojnika Izaijo Bogdanovića in ga tam ubili. Bolgarski vojaki so nato oropali Vitovnico in odnesli arhiv, dragocene liturgične predmete in živino. V Vitovnici so se ob severni steni srednjega dela cerkve nahajale relikvije neznanega Sinajčana, ki so jih bolgarski vojaki oropali.
Samostanu se ni uspelo opomoči od nadlog pod bolgarsko okupacijo, ko so že prišle nova nadloge pod nemško in komunistično okupacijo. 
Zaradi napada na nemško patruljo nedaleč stran od samostana Vitovnica so se nemške okupacijske oblasti odločile zažgati samostan. Vsi objekti so bili požgani, razen cerkve, ki ji je zagorel zvonik. Vse spalnice, vsa gospodarska poslopja in vse, kar so bili s trdim delom obnavljali tekom vsega 19. st., so zažgali nacisti leta 1943. Meniško bratstvo se je rešilo in se skrilo v okoliških gozdovih, Nemci pa so vendarle prijeli vitovniškega hierodiakona Avakuma Momčilovića, ki so ga odpeljali v taborišče Banjica in ga tam ubili.  
Ko so leta 1945 lokalni vaški komunisti iz vasi Vitovnica prišli na oblast, so ubili še preostale menihe in vzeli vse samostansko premoženje. Komunisti so ubili tudi predstojnika Vitovnice hieromeniha Mardarija Zdravkovića. Hieromenih Sava Markoviće je bil star 33 let, ko so ga ubili. 
Po drugi svetovni vojni samostan ni imel ne meniške skupnosti ne poslopij.
Po zaslugi povojnih predstojnikov Vitovnice je samostan napredoval in je bil delno obnovljen po ogromnih nadlogah, ki jih je pretrpel v prvi polovici 20. st.

## Vitovniški evangelij
Vitovniški evangelij je rokopis evangelija, ki je bil napisan v samostanu Vitovnica v prvi polovici 16. st. Z gotovostjo vemo, da je bilo okovano s pozlačenim srebrom leta 1557. Evangelij so napisali s črnim črnilom, pomembnejše opombe pa s staljenim zlatom. Ornamenti in inicialke so iz zlata, modre, rdeče in zelene barve, povedi pa ločujejo zlate pike. 
Vitovniški evangelij hranijo v Muzeju Srbske pravoslavne cerkve v Beogradu.

## Sveti Tadej Vitovniški
Sveti Tadej Vitovniški se je rodil 6. oktobra 1914. leta v vasi Vitovnica, blizu samostana. 
Pomenišen je bil leta 1935.
Za predstojnika Vitovnice je bil postavljen leta 1962.
K počitku je legel leta 2003.
Verujoči ga štejejo za sodobnega svetnika, njegov grob v Vitovnici pa je kraj, kjer se zbirajo številni

## Galerija
- Grob vitovniškega predstojnika Stefana Bojovića (19. st.)
- Vitovniški hieromenih Sava Marković. Star je bil 33 let, ko so ga leta 1945 ubili vitovniški komunisti.
- Vitovniški evangelij, črka »R«
- Vitovniški evangelij, 16. st.
- Vitovniški kelih, 17. st.
- Hieromenih Metodij, predstojnik Vitovnice v letih 1895-1902
- Sveti Tadej Vitovniški
- Sveti Tadej Vitovniški
- Sveti Tadej Vitovniški